# Trophymus
Trophymus war ein im ersten Jahrhundert tätiger römischer Ringmacher, ein anularius. Von ihm sind keine bekannten Werke überliefert. Er ist heute einzig durch seine erhaltene Grabinschrift aus Ameria bekannt, die von einer Caletyche für beide gesetzt wurde, zu der die Inschrift auch noch weitere Informationen nennt. Die (aufgelöste) Inschrift lautet: